# Svorkové napětí
Svorkové napětí je rozdíl elektrických potenciálů mezi svorkami elektrického zdroje. Termín může být použit i pro rozdíl potenciálů na svorkách rezistoru. 
Není-li elektrický zdroj zatížen (tj. neprotéká elektrický proud), je svorkové napětí rovno elektromotorickému napětí zdroje. Při zátěži se svorkové napětí vlivem vnitřního odporu zdroje sníží.